# Championnat d'Écosse féminin de football
Le Championnat d'Écosse de football féminin (Scottish Women's Premier League) est une compétition féminine de football créée en 2002.

## Histoire
Entre 1920 et 1974, le football féminin a été totalement interdit en Écosse par la fédération. De ce fait aucune compétition officielle n'y a été organisée. Cette interdiction a été beaucoup plus longue que dans les autres pays européens. Cela n'a pas empêché des équipes de jouer des matchs dans tout le pays. En 1971 est créée la Scottish Women's Football Association (SFWA) et les six premières équipes sont enregistrées:  Aberdeen, Édimbourg Dynamos, Westthorn United, Motherwell AEI, Dundee Strikers et Stewarton and Thistle. Lors de la saison 1972-1973, Westthorn United remporte le premier titre de championnes. Les trois premières éditions de la Coupe d'Angleterre féminine voient à chaque fois une équipe écossaise se qualifier pour la finale. Le football féminin écossais pousse donc la fédération écossaise à lever l'interdiction. La SWFA est enfin reconnue en août 1974.

## La compétition
La  Scottish Women's Premier League  se compose de deux niveaux, SWPL 1 et SWPL 2, chacune composée de huit équipes, disputant un championnat en trois tours soit 21 matchs.
Il existe une 2e division Scottish Womens Football League composée elle aussi de deux niveaux, SWFL 1 et SWFL 2, comportant 8 équipes chacune avec le même système.
L'équipe la moins bien placée de SWPL 1 est reléguée en SWPL 2. L'équipe la mieux classée de SWPL 2 est promue en SWPL 1 et les deux dernières équipes sont reléguées en divisions SWFL 1.

## Palmarès
| Saison          | Champion               |                 |                 |                 |                 |                 |                 |                 |                 |                 |                 |                 |
| Scottish League | Scottish League        | Scottish League | Scottish League | Scottish League | Scottish League | Scottish League | Scottish League | Scottish League | Scottish League | Scottish League | Scottish League | Scottish League |
| --------------- | ---------------------- | --------------- | --------------- | --------------- | --------------- | --------------- | --------------- | --------------- | --------------- | --------------- | --------------- | --------------- |
| 1996-1997       | Cumbernauld United     |                 |                 |                 |                 |                 |                 |                 |                 |                 |                 |                 |
| 1997-1998       | Cumbernauld United     |                 |                 |                 |                 |                 |                 |                 |                 |                 |                 |                 |
| 1998-1999       |                        |                 |                 |                 |                 |                 |                 |                 |                 |                 |                 |                 |
| 1999-2000       | Cumbernauld United     |                 |                 |                 |                 |                 |                 |                 |                 |                 |                 |                 |
| 2000-2001       | Ayr United             |                 |                 |                 |                 |                 |                 |                 |                 |                 |                 |                 |
| 2001-2002       | FC Kilmarnock Ladies   |                 |                 |                 |                 |                 |                 |                 |                 |                 |                 |                 |
| Premier League  |                        |                 |                 |                 |                 |                 |                 |                 |                 |                 |                 |                 |
| 2002-2003       | F.C. Kilmarnock Ladies |                 |                 |                 |                 |                 |                 |                 |                 |                 |                 |                 |
| 2003-2004       | Hibernian Ladies       |                 |                 |                 |                 |                 |                 |                 |                 |                 |                 |                 |
| 2004-2005       | Glasgow City LFC       |                 |                 |                 |                 |                 |                 |                 |                 |                 |                 |                 |
| 2005-2006       | Hibernian Ladies       |                 |                 |                 |                 |                 |                 |                 |                 |                 |                 |                 |
| 2006-2007       | Hibernian Ladies       |                 |                 |                 |                 |                 |                 |                 |                 |                 |                 |                 |
| 2007-2008       | Glasgow City LFC       |                 |                 |                 |                 |                 |                 |                 |                 |                 |                 |                 |
| 2008-2009       | Glasgow City LFC       |                 |                 |                 |                 |                 |                 |                 |                 |                 |                 |                 |
| 2009            | Glasgow City LFC       |                 |                 |                 |                 |                 |                 |                 |                 |                 |                 |                 |
| 2010            | Glasgow City LFC       |                 |                 |                 |                 |                 |                 |                 |                 |                 |                 |                 |
| 2011            | Glasgow City LFC       |                 |                 |                 |                 |                 |                 |                 |                 |                 |                 |                 |
| 2012            | Glasgow City LFC       |                 |                 |                 |                 |                 |                 |                 |                 |                 |                 |                 |
| 2013            | Glasgow City LFC       |                 |                 |                 |                 |                 |                 |                 |                 |                 |                 |                 |
| 2014            | Glasgow City LFC       |                 |                 |                 |                 |                 |                 |                 |                 |                 |                 |                 |
| 2015            | Glasgow City LFC       |                 |                 |                 |                 |                 |                 |                 |                 |                 |                 |                 |
| 2016            | Glasgow City LFC       |                 |                 |                 |                 |                 |                 |                 |                 |                 |                 |                 |
| 2017            | Glasgow City LFC       |                 |                 |                 |                 |                 |                 |                 |                 |                 |                 |                 |
| 2018            | Glasgow City LFC       |                 |                 |                 |                 |                 |                 |                 |                 |                 |                 |                 |
| 2019            | Glasgow City LFC       |                 |                 |                 |                 |                 |                 |                 |                 |                 |                 |                 |
| 2020            | Annulé                 |                 |                 |                 |                 |                 |                 |                 |                 |                 |                 |                 |
| 2020-2021       | Glasgow City LFC       |                 |                 |                 |                 |                 |                 |                 |                 |                 |                 |                 |
| 2021-2022       | Rangers WFC            |                 |                 |                 |                 |                 |                 |                 |                 |                 |                 |                 |
| 2022-2023       | Glasgow City LFC       |                 |                 |                 |                 |                 |                 |                 |                 |                 |                 |                 |
| 2023-2024       | Celtic FC Women        |                 |                 |                 |                 |                 |                 |                 |                 |                 |                 |                 |
| 2024-2025       | Hibernian Ladies       |                 |                 |                 |                 |                 |                 |                 |                 |                 |                 |                 |

## Bilan par clubs
| Clubs                          | Titres | Années                                                                                           |
| ------------------------------ | ------ | ------------------------------------------------------------------------------------------------ |
| Glasgow City Football Club     | 16     | 2005, 2008, 2009, 2009, 2010, 2011, 2012, 2013, 2014, 2015, 2016, 2017, 2018, 2019, 2021 et 2023 |
| Hibernian Ladies Football Club | 4      | 2004, 2006, 2007, 2025                                                                           |
| FC Kilmarnock                  | 1      | 2003                                                                                             |
| Rangers WFC                    | 1      | 2022                                                                                             |
| Celtic FC Women                | 1      | 2024                                                                                             |